# Fiódor Rostoptxín
El comte Fiódor Vassílievitx Rostoptxín (rus: Фёдор Васи́льевич Ростопчи́н) (Livny, 23 de març [C.J. 12 de març] de 1763 - Moscou, 30 de gener [C.J. 18 de gener] de 1826) fou un estadista rus que serví com a governador de Moscou durant la invasió francesa de Rússia. Apareix, molt menyspreat, com a personatge de la novel·la Guerra i Pau del famós escriptor rus Lev Tolstoi, amb el nom de Rastoptxín rus: Растопчин. Fou el pare de l'escriptora Comtessa de Ségur.

## Biografia
Després d'alguns estudis superficials va entrar a l'exèrcit com a tinent de la guàrdia imperial i, en tenir una gran influència sobre el tsar Pau I de Rússia, aviat va ser ascendit a ajudant general el 1796, i va començar a treballar com a ajudant d'aquest emperador. Després va ser nomenat, pel mateix tsar, ministre de Relacions Exteriors, i se li va concedir el títol de comte el 1799. No obstant això, dos anys després va haver d'abandonar les seves relacions amb la cort per la seva oposició a l'aliança amb França.
Va ser cridat de nou a 1810 pel tsar Alexandre I de Rússia, que el va nomenar, al cap de poc temps, governador general de Moscou. Després de rebre el 1812 la notícia que soldats francesos liderats per Napoleó Bonaparte s'aproximaven a la ciutat, va dirigir el poble en contra de la invasió i va fer deportar alguns ciutadans francesos i polonesos que se suposava que eren aliats de l'exèrcit napoleònic. Posteriorment, va ordenar evacuar els arxius i tresors de les esglésies i palaus, feu obrir les portes de les presons, va donar al poble els fusells de l'arsenal i va ordenar cremar els magatzems d'aiguardent i les barcasses que duien alcohol. A causa d'aquests actes, va ser culpat de l'incendi que va arrasar Moscou l'endemà de l'entrada a la ciutat dels invasors francesos, però ell va negar la seva responsabilitat en l'obra La vérité sur l'incendie de Moscou ("La veritat sobre l'incendi de Moscou") - París, 1823).
En 1814 va acompanyar el tsar Alexandre I al Congrés de Viena i va renunciar al seu càrrec de governador de Moscou el 1817 Residiria a París fins al 1825, any en què va tornar a Rússia, on hi moriria un any després.

## Obres
Va deixar diverses obres en francès i en rus, com Mes mémoires en dix minutes ("Les meves memòries escrites en deu minuts") publicades pòstumament el 1853 a Sant Petersburg. Aquest mateix any es van publicar les seves Obres completes entre les figuren dues comèdies, les seves impressions de viatge per Rússia i Alemanya i proclames del 1812 al poble de Moscou.

## Família
Es va casar amb Iekaterina Petrovna Rostoptxinà (1775-1869). El matrimoni va tenir cinc fills:
- El comte Serguei Fiódorovitx Rostoptxín;
- La comtessa Natàlia Fiodórovna Rostoptxinà;
- La comtessa Sófia Fiódorovna Rostoptxinà, que es va convertir en una destacada escriptora francesa sota el títol de comtessa de Ségur;
- La comtessa Lisa Fiódorovna Rostoptxinà;
- El comte Andrei Fiódorovitx Rostoptxín, casat amb Ievdokia Rostoptxinà.